# Стегликова, Джамиля Алмасовна
Джамиля Алмасовна Стегликова (Ордабаева)  (чеш. Džamila Stehlíková) — чешский политический деятель казахского происхождения и врач-психиатр. С 9 января 2007 года по 23 января 2009 года министр по правам человека и меньшинствам и председатель Совета по правам человека Правительства Чешской Республики.

## Биография
Pодилась 6 февраля 1962 года в в Алма-Ате, Казахской ССР в семье архитектора Ордабаева Алмаса Баймухановича и ученого-химика Сембаевой Раузы Абдыхамитовны, дочери бывшего министра просвещения Казахской ССР Сембаева Абдыхамита Ибнеевича. Происходит из казахского рода дулат. В августе 1988 года вместе с супругом гражданином Чехословакии Милославом Стегликом переселилась в Чехословакию, начала заниматься общественной деятельностью. 17 февраля 1992 года по решению президента Чехословакии Вацлава Гавела получила чехословацкое гражданство. С января 2007 по январь 2009 года Джамиля Стегликова являлась Министром по правам человека и меньшинств Чехии.

## Образование и профессиональная деятельность
В 1986 году закончила Первый Московский государственный медицинский университет имени И. М. Сеченова в Москве. С 1985 по 1988 работала научным сотрудником и вела педагогическую деятельность на кафедре психиатрии в Психиатрической клинике имени С. С. Корсакова Первого Московского государственного медицинского университета имени И. М. Сеченова. Ушла из клиники в связи с переездом в Чехословакию. В 1988—1990 — врач-психиатр областного центра здоровья в городе Хомутов в Чехословакии. После Бархатной революции с 1990 до 1997 года работала ведущим методологом Национального Центра охраны здоровья в Праге и Национального Института здоровья в Праге. С 1998 до 2006 года преподавала в Университете Яна Эвангелиста Пуркине в Усти-над-Лабем. С 1998 года ведёт частную психиатрическую практику, специализируется на всесторонней лечебной и социально-психологической помощи ВИЧ-позитивным людям и больным СПИДом. В этой области сотрудничает с Чешским обществом помощи больным СПИДом («Дом света») — центром социальной помощи наиболее пострадавших от ВИЧ-инфекции людей.

### Политическая деятельность
Во время обучения и работы в Первом Московском государственном медицинском университете имени И. М. Сеченова участвовала в распространении самиздата поэтов Владислава Ходасевича и Иосифа Бродского. По политическим мотивам ей не разрешался выезд за границу даже на научные конференции. Расследование «антисоветской» деятельности было остановлено в январе 1988 года в период гласности и перестройки.
После переезда в 1988 году в Чехословакию, в северочешский город Хомутов, лежащий в пограничном регионе Чехии в Судетской области, занималась охраной природы и поселений при добыче бурого угля, собирала биографии и устные свидетельства о судьбах местных представителей национальных меньшинств, прежде всего судетских немцов, евреев и цыган.
В 1998 году была избрана в муниципалитет города Хомутов, была в городском совете депутатов непрерывно до 2010 года, два последних срока избиралась советником городского совета. В 1998 году вступила в Партию зелёных, была избрана председателем региональной организации в Устецком крае, заместителем председателя Партии зелёных. Вышла из состава Партии зелёных на съезде партии 25 января 2014 года. Поводом было по словам Стегликовой резкое отклонение Партии зелёных влево от её генеральной линии и отсутствие саморефлексии партии после поражения на парламентских выборах в 2013 году.
С января 2007 по январь 2009 года Джамиля Стегликова являлась Министром по правам человека и меньшинств Чехии. Она стала первым министром правительства Чешской республики нечешского происхождения.
Одним из важных шагов в деятельности министра Стегликовой было создание Агентства по социальной интеграции в местах проживания граждан цыганской национальности и социально слабых лиц. В сотрудничестве с Министерством юстиции разработала закон против сталкинга и закон «Oб обеспечении равенства» — антидискриминационный закон, который обеспечивает равное обращение с гражданами и средства правовой защиты от дискриминации. Некоторые её законопроекты однако не получили достаточной поддержки общественности, например Закон, запрещающий телесные наказания детей. Подала в отставку 23 января 2009 года во время реорганизации правительства. Её преемником стал Михаел Коцаб.
Впоследствии Джамиля Стегликова вступила в Либерально-экологическую партию и на учредительном съезде 16 февраля 2014 года была избрана в руководство партии. На выборах в Европейский парламент в 2014 году Либерально-экологическая партия Чехии потерпела неудачу.
Джамила Стегликова является членом Комитета по сексуальным меньшинствам Государственного правительственного совета по правам человека. 17 мая 2016 года была награждена премией «bePROUD» («Будь горд») за пожизненный вклад в охрану прав лесбиянок, геев, бисексуалов и трансгендерных людей (ЛГБТ).
На съезде Либерально-экологической партии 24 июня 2021 года была избрана председателем партии.